# Katrine Ottosen
Katrine Ottosen (ur. 1981) – duńska śpiewaczka i kompozytorka działająca pod pseudonimem „CALLmeKAT”.
Zadebiutowała albumem I'm In A Polaroid – Where Are You? wydanym przez Bandcamp 2 czerwca 2008 roku. Płyta została nagrana przy użyciu laptopa i dyktafonu w mieszkaniu Ottosen oraz w zrujnowanej stodole w Catskill Mountains w stanie Nowy Jork. Warstwę melodyczną uzupełniają dźwięki natury oraz nagrania z przypadkowo znalezionych, starych płyt winylowych. Płyta została zmiksowana przez Valgeira Sigurdssona z Greenhouse Studios w Rejkiawiku. Okładkę jej pierwszej płyty zaprojektował Tarik Mikou.
Druga płyta Ottosen, Where the river turns black, została wydana przez jej własną wytwórnię Pixiebooth wraz z udziałem perkusisty Joe Magistro (Prophet Omega) oraz Sary Lee (Gang Of Four, B 52’s) grającej na basie.
Występowała z gościnnym udziałem Eriki Spring (Au Revoir Simone) oraz Helgi Jonsson (Sigur Ros).